# Рахимжанов, Ислам Русланович
Ислам Русланович Рахимжанов (род. 3 января 1979, Казахстан) — исполнитель, автор-композитор, создатель и солист группы «Che Francisco».

## Биография
Его мать и отец страдали алкогольной зависимостью и в итоге лишились родительских прав.
С 1981 года воспитывался в Усть-Каменогорском детском доме, с 1986 по 1994 г. в детском доме города Лениногорск (Риддер). В 2004 году переехал в Алма-Ату, где работал укладчиком паркета.
Позже стал сочинять песни. Однажды его композиция «Осенняя пьеса» попалась на глаза известному шоумену и радиоведущему национальной радиостанции «NS» Евгению Жагалтаеву; в 2004 году вместе с ним Рахимжанов написал первую песню «Стать дождем».
В общей сложности Рахимжанов написал для Жагалтаева 12 композиций, вошедших в дебютный альбом Жагалтаева «Стать дождём» (2012). Альбом был издан компанией «СD Trade», в декабре 2016 года перевыпущен лейблом United Music Group на территории России и СНГ.
В 2005 году Ислам создал группу «Che Francisco», в которой стал фронтменом и автором песен. Свое название коллектив получил в честь Франциско, героя романа Габриэля Гарсиа Маркеса «Сто лет одиночества». Группа Che Francisco стала ротироваться на радиостанции «Наше Радио» (Казахстан). Песня группы «Уа-уа» входит в российский сборник «Оторвемся по …» (GRAND Records, 2005). В 2006 году Ислам переехал в Москву, выступил на фестивале «Нашествие-2006» и становится открытием «Нашего Радио» (Москва). В 2007 группа выступает на главной сцене фестиваля Эммаус. Песня группы «Не остановится» вошла в альбом «Модель для сборки» Вячеслава Бутусова в исполнении Вячеслава.. Группа с песней «Вранье» приняла участие в конкурсе «Алла ищет таланты» на «Радио Алла» и попала в ротацию радиостанции. В 2012 году И.Рахимжанов и группа Che Francisco награждены первой казахстанской рок-премией в номинации «Поэзия». В том же году группа распалась.
Вскоре Ислам начал сотрудничать с известными артистами как автор-композитор. Анита Цой («Разбитая любовь», «Зима-Лето», «Твоя А» и т. д.). Песня «Твоя А» дала название сольному концерту и мировому турне Аниты Цой «Твоя А», позже признанному лучшим в номинации «Концерт года». Ани Лорак («Для тебя»), Варвара («Быстрая река»), Марина Девятова («Моя весна»), Лобода («Чуть-чуть»), группа Инфинити («Замечталась», «Когда уйдешь», «Ну и пусть» и т. д.), Лолита («Глупый мальчик»), группа «Ассорти» («Плакала»), «Лавика» («Крылья»), Людмила Соколова («Останься»), Дмитрий Нестеров («Я просто должен»), группа Подиум («Судьба», «Страна запретов», «Goodbye My Honey»), группа Премьер министр («Точки»), группа Лови («Стану небом»), Зоя Воловикова («Синица»), Манижа, Нурлан Абдуллин альбом «Всё иначе» (2015), Рома Рэй альбом «Красивая любовь», Лорен («Манипулятор», «Люби», «Мурашки» и т. д.) и другие артисты.

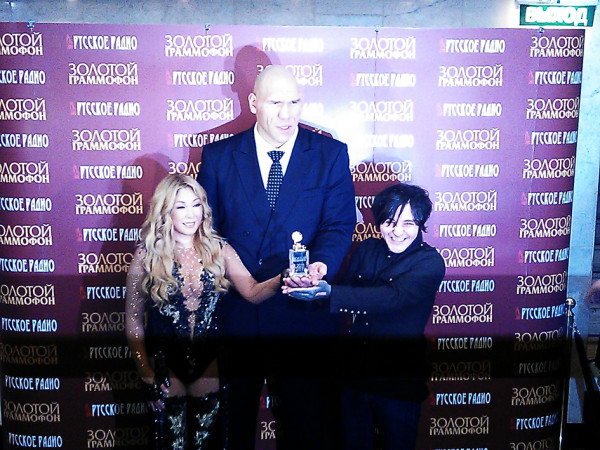
Вручение премии «Золотой граммофон» — 2011

Исполнители песен И. Рахимжанова становились лауреатами премии «Золотой граммофон»:
- 2010 Инфинити — «Когда уйдёшь»;[12]
- 2011 Анита Цой — «Разбитая Любовь»[8];
- 2012 Анита Цой — «Зима-Лето»[8].

а также лауреатами фестиваля «Песня года»:
- 2010 Инфинити — «Замечталась»;[6][12]
- 2011 Ани Лорак — «Для тебя»[13].

Автор саундтрека «Босиком по росе» к сериалам «Кадетство» и «Кремлёвские курсанты»; автор гимна «Алматы» и Зимней Универсиады-2017
Автор гимна "Алматы-1000 лет"
Семья: 5 детей
Второй брак: Марина Рахимжанова (жена) и дети Марк и Юлий Рахимжановы